# بيلي لوملي
بيلي لوملي (بالإنجليزية: Billy Lumley)‏ هو لاعب كرة قدم بريطاني في مركز حراسة المرمى، ولد في 28 ديسمبر 1989 في Loughton ‏ في المملكة المتحدة. لعب مع بيليريكاي تاون ونورثامبتون تاون ووولفرهامبتون واندررز.

## وصلات خارجية
- بيلي لوملي على موقع قاعدة بيانات كرة القدم.إي يو (الإنجليزية)
- بيلي لوملي على موقع Soccerbase.com (لاعب) (الإنجليزية)
- بيلي لوملي على موقع Soccerway.com (الإنجليزية)